# 윤곤강
윤곤강(尹崑崗, 1911년 9월 22일~1949년 2월 23일)은 충청남도 서산군에서 출생한 일제강점기의 시인 겸 문학 평론가이자, 대한민국의 시인이며, 대학 교수 겸 교육인이다. 본명(本名)은 윤붕원(尹朋遠)이며 아명(兒名)은 윤명원(尹明遠)이다.
그는 1930년 보성고보 졸업을 거쳐 같은 해에 혜화전문학교(지금의 동국대학교)를 중퇴한 후 1935년 가을, 일본 센슈 대학교(법철학과)에서 학사 학위를 취득하였으며, 이듬해 1936년 《시학》(詩學)이라는 동인지의 동인의 한 사람으로 문단에 등장했다. 초기에는 카프(KAPF)파의 한 사람으로 시를 썼으나 곧 암흑과 불안, 절망을 노래하는 퇴폐적 시풍을 띠게 되었고 1943년부터 1945년까지 충청남도 서산 해미면 면서기 등으로 근무하면서 풍자적인 시를 썼다. 그러나 1945년 해방 후에는 해미면 면서기 직을 그만두고 상경하여 그때부터 전통적 정서에 대한 애착과 탐구로 기울어지기 시작하였다. 1946년 2월 당시 보성중학교 한문 교사, 같은 해 8월 당시 보성고등학교 한문 교사 등을 간간이 6개월씩 1년 동안 지내다가, 1947년 8월 당시에는 동국대학교 국어국문학과 강사 등을 6개월 동안 지냈고 1948년 2월 당시에는 6개월 동안 중앙대학교 국어국문학과 교수 등을 거쳐 같은 해(1948년) 8월 당시에는 6개월 동안 성균관대학교 국어국문학과 강사 등을 지냈으며, 동인지 《시학》을 주간, 그 밖의 시집으로 《빙하》, 《동물시집》, 《살어리》 등이 있고, 시론집으로 《시와 진실》이 있다.

## 참고 문헌
- 윤곤강 - 한국민족문화대백과사전
- 윤곤강 - 두산세계대백과사전